# Дотянуться до звезды
Дотянуться до звезды (исп. Alcanzar una estrella) — мексиканская 160-серийная мелодрама с элементами мюзикла 1990 года производства Televisa.

## Сюжет
Лорена Гайтан — молодая, умная и талантливая молодая девушка, которая влюбилась в начинающего актёра и певца Эдуардо Касабланка, вскоре после этого Лорена со своей матерью отправляется в путешествие в Икстапу, где она вновь встретилась с Эдуардо, куда он прибыл для съёмок в телесериале. Вскоре после этого Лорена впала в депрессию из-за действия поклонниц Эдуардо и порвала с ним, но в конце концов они помирились, поженились и венчались в Церкви.

## Создатели телесериала

### В ролях
- Эдуардо Капетильо - Эдуардо Касабланка «Рамон Санчес»
- Мариана Гарса - Лорена Гайтан Роса «Мелисса»
- Энрике Лисальде - Мариано Касабланка
- Ана Сильвия Гарса - Норма Роса вдова де Гайтан'
- Кения Гаскон - Гуадалупе «Лупита» Патиньо «Дебора Лавалье»
- Оскар Травен - Роке Эскамилья
- Анхелика Ривальсаба - Аурора Руеда
- Маркос Вальдес - Амадеус Сильва
- Андреа Легаррета - Адриана Мастрета дель Кастильо
- Эктор Суарес Гомис - Педро Луго
- Алехандро Ибарра - Фелипе Руеда
- Рита Маседо - Вирхиния
- Даниэль Мартин - Хоакин де ла Фуенте
- Серхио Клайнер - Фернандо Мастрета
- Маргарита Исабель - Рита дель Кастильо
- Луис Баярдо - Густаво Руеда
- Дасия Гонсалес - Мария да ла Лус «Луча» де Руеда
- Кита Хунгенс - Сесилия Луго «Сита»
- Дарио Пье - Марио Касабланка
- Лорена Рохас - Сара дель Рио
- Маура Рохас - Лилиана
- Марсела Паес - Ирене де ла Фуенте
- Алисия Монтойя - Хулия Мастрета
- Адриан Рамос - Мануэль Луго
- Рикардо Далмакки  - Далмасси
- Маноло Гарсия - Эстебан
- Франсес Ондивьела - Лола
- Октавио Галиндо - Октавио Парра
- Леонорильда Очоа - Соледад «Мать Чоле» Патиньо
- Глория Исагирре - Мария дель Пилар «Пилита» Патиньо
- Эрнесто Яньес - Мартин Негрете Колорадо
- Алехандро Монтойя - Норберто
- Хорхе Паис - Энрике де ла Рива
- Майя Рамос - Фелисия де ла Рива
- Дебора Рейсенвебер  - Тания де ла Рива
- Перла де ла Роса - Элиса
- Елена Сильвия - Исабель
- Белен Бальмори - Ванесса
- Алехандра Израэль - Офелия
- Карлос Гарсия - Эдгар Наварро
- Лус Грасия Ласкурайн - София
- Рикардо Архона - камео
- Ботелита де Херес - музыкант группа «Эль Пилон»
- Фернанда Арау - Бернардо «Баррабас»
- Серхио Очоа  - Алонсо
- Сесилия Тоисайнт - адвокат Куэвас
- Давид Остроски - адвокат дель Валье
- Анна Чоккети - Шарон
- Лилиан Давис - Росита
- Фелио Элиэль - Дон Севериано
- Херман Новоа - Карлос Руеда
- Мария Прадо - Донья Тере
- Гильермо Сарур - судья
- Бегония Паласиос - Мать Ирене
- Тиаре Сканда  - камео, участница песенного фестиваля
- Эктор Ябер - камео, участник песенного фестиваля
- Марта Ягуайо - камео, ведущая песенного фестиваля
- Ванда Сеух - Лукресия Маганья/Лаула Сорайя
- Луис де Льяно Маседо  - Луис Эстрада
- Луис де Льяно Пальмер - музыкальный продюсер
- Гарибальди - приглашённые гости
- Маурисио Гарсия
- Алехандро Лорето
- Габриэль Веласкес

### Административная группа
- автор сценария: Хесус Кальсада
- литературный редактор: Долорес Ортега
- музыкальная тема заставки: "Alcanzar Una Estrella" + 3 песни
- вокал: Мариана Гарса, Эдуардо Капетильо
- композитор: Херардо Гарсия
- оператор-постановщик: Марко Флавио Крус
- режиссёр-постановщик: Маноло Гарсия
- координатор производства: Хуитлалцин Васкес
- заместитель начальника производства: Росаура Мартинес Феликс
- начальники производства: Адриана Арройо, Хуан Карлос Лопес
- продюсер: Луис де Льяно Маседо

## Награды и премии

### TVyNovelas(3 из 12)
| Номинация                    | Персона              | Итоги премии |
| ---------------------------- | -------------------- | ------------ |
| Лучшая теленовелла           | Луис де Льяно Маседо | ПОБЕДА       |
| Лучшая выдающаяся актриса    | Рита Маседо          | проигрыш     |
| Лучший выдающиеся актёр      | Энрике Лисальде      | проигрыш     |
| Лучшая актриса второго плана | Ана Сильвия Гарса    | проигрыш     |
| Лучшая актриса второго плана | Андреа Легаррета     | проигрыш     |
| Лучшая актриса второго плана | Марсела Паес         | проигрыш     |
| Лучший актёр второго плана   | Маркос Вальдес       | проигрыш     |
| Лучший актёр второго плана   | Эктор Суарес Гомис   | проигрыш     |
| Лучшее женское откровение    | Анхелика Ривальсаба  | проигрыш     |
| Лучшее женское откровение    | Мариана Гарса        | ПОБЕДА       |
| Лучшее мужское откровение    | Эдуардо Капетильо    | ПОБЕДА       |
| Лучшее мужское откровение    | Алехандро Ибарра     | проигрыш     |

## Последующие телесериалы
В связи с популярностью телесериала, в 1991 году было снято продолжение.